# Theater Titanick

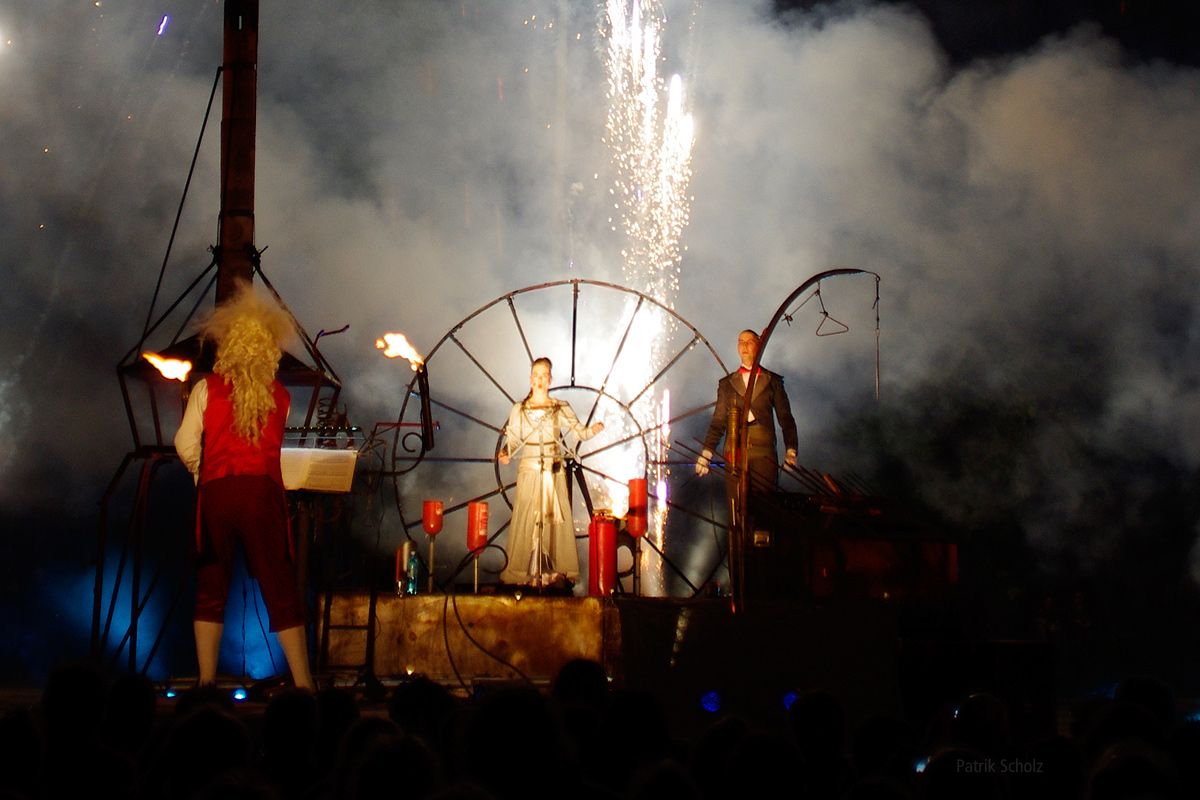
Theater Titanick beim 11. Internationalen Straßentheaterfestival in Holzminden 2011

Theater Titanick ist eine Freilicht-Theatergruppe mit Sitz in Münster und Leipzig.

## Geschichte
Im Herbst 1989 entwickelten Künstler aus Münster – Clair Howells, Jürgen Assmann und Uwe Köhler – die Idee, eine neue Form des Theaters im Öffentlichen Raum zu etablieren mit dem Ziel, Geschichten in großen Bildern kulturübergreifend verständlich zu erzählen. Im Rahmen eines Kulturaustauschs wurde der Kontakt zu Künstlern in Leipzig hergestellt und es wurde beschlossen, das erste gemeinsame Projekt zu realisieren – Titanic. Die Gruppe  wurde 1990 als Kooperationsprojekt von Künstlern aus Münster und Leipzig als Ost-West-Kooperation gegründet und wird seitdem von vieren der Gründungsmitglieder geleitet.
Am 4. August 1990 wurde die erste Open Air Inszenierung Titanic im Rahmen des Stadtklangfestivals am Aasee in Münster aufgeführt und der Titel gab der Gruppe ihren Namen. Die Kooperation zwischen Münster und Leipzig besteht bis heute, erweitert durch zahlreiche internationale Künstler. Die neu formierte Gruppe entwickelte im Laufe der ersten drei Jahre ihren eigenen Stil. Mit großen Objekten, spektakulären Effekten und grotesken Figuren will Theater Titanick in Bildern Geschichten von Mensch, Natur und Technik erzählen.

## Stil
Der Titanick-Stil ist geprägt durch die Emanzipation aller theatralischen Ausdrucksformen, gleichzeitig und nebeneinander, geformt zu einer Einheit. Ziel ist ein Gesamtkunstwerk, bei dem die Elemente des Bildnerischen, des Materials, der Optik, des Lichts und die Spezialeffekte eine genauso wichtige Rolle spielen wie das Schauspiel, die Musik, die Choreografie, der Tanz und die Akrobatik.
In atmosphärischen Bildern erzählt Theater Titanick von mythischen Themen, von Mensch, Natur und Technik. Die Handlungen sind geprägt durch poetische Szenarien, wilde Aktionen, groteske Charaktere und schrägen Humor. Es sind jahrhundertealte Traditionen europäischer Volkstheater, die Theater Titanick aufgreift und mit modernen Ausdrucksformen verbindet.

## Inszenierungen

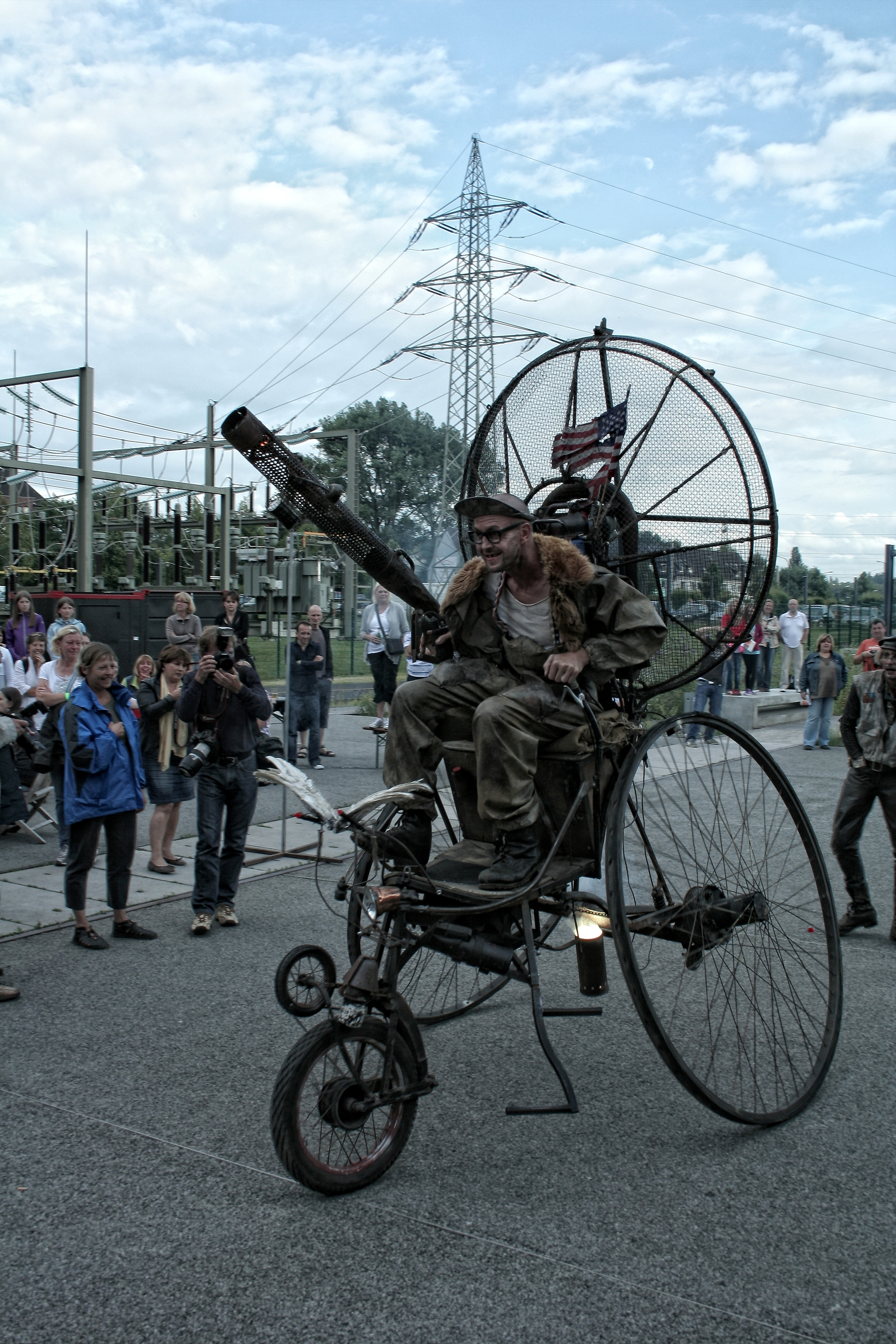
Firebird bei der ExtraSchicht in Essen

Auf die Inszenierung Titanic folgte 1996/97 Troja, eine Open Air Inszenierung über den Untergang einer Stadt, in der sich die Gruppe zum ersten Mal mit dem Thema Krieg auseinandersetzte. Im Jahr 1999 entstand Insect, eine Open Air Fabel über den Traum vom Fliegen, in der Theater Titanick die Zuschauer in die Welt der Ameisen entführt. Der Traum vom Fliegen ist auch zentrales Thema der Produktion Firebirds, die 2001 entstand, inspiriert von dem Film Die tollkühnen Männer in ihren fliegenden Kisten. Fünf Piloten wetteifern mit ihren waghalsigen Fluggefährten um den besten Startplatz und die Gunst des Publikums. Doch nur der schwarze Engel entscheidet, wer am Ende fliegen darf. Die Parade wird begleitet von der französischen Fanfare Le S.N.O.B. aus Niort/Frankreich.
Im Auftrag der Regionale 2004 Links und rechts der Ems produzierte Theater Titanick zum Thema Flut seine bislang aufwändigste Produktion Treibgut, bei der sich die Akteure erstmals aufs Wasser wagten, um dort auf schwimmenden Inseln eine Geschichte von Flutopfern und der mystischen Welt der Flussgeister zu erzählen. 2007 wurde die Produktion Odyssee in Münster vorgestellt. Sie erzählt die Geschichte eines fahrenden Theaterensembles, das Homers Odyssee aufführen möchte, jedoch im Aufbau und in den Proben ihre eigene Irrfahrt erlebt. Hierbei vermischen sich die fiktionalen Ebenen und es entstehen Bilder, die sowohl der realen Theaterwelt angehören, als auch der mystischen, antiken Welt des Epos entsprungen sein könnten.
Im Auftrag der Elektrizitätswerke des Kantons Zürich (EKZ) entwickelte Theater Titanick die Produktion Unter Strom, die im Rahmen der 100-Jahr-Feierlichkeiten der EKZ im Jahr 2008 vierzig Mal im Kanton Zürich aufgeführt wurde.

## Spezielle Inszenierungen
Neben den Tourproduktionen entwickelt Theater Titanick immer wieder kleinere und größere Auftragsproduktionen für besondere Anlässe und besondere Orte. Beispiel dafür ist die Stadtinszenierung Pax, die Theater Titanick 1998 anlässlich des 350. Jubiläums des Westfälischen Friedens in Münster, Osnabrück  und einigen anderen Städten aufgeführt hat. Über 150 Akteure verwandelten die Innenstädte in eine Bühne. Ebenfalls 1998 entwickelte Titanick eine mobile Produktion für den täglichen Pilgerzug der Künste auf der EXPO in Lissabon, Portugal: Message-in-a-bottle, ein riesiges stählernes, mobiles Insekt, das Informationen aufnehmen und in seinem Körper für die Nachwelt speichern konnte. Für den Millenniumswechsel produzierte Theater Titanick auf dem Augustusplatz in Leipzig Götterfunken – eine Inszenierung über Prometheus und die vier Elemente.
Im Jahr 2003 wurde die Stadtinszenierung Helden, Köter und Fraun aufgeführt, eine Auftragsproduktion des Kleistforums Frankfurt (Oder) über den Kampf der Geschlechter.
Quadratwurzel heißt die Stadtinszenierung, die 2007 für das 400-Jahre-Jubiläum Mannheims entwickelt wurde und zentrale Themen der Stadtgeschichte aufgriff. Die Stadt Mülheim feierte 2008 ihr 200-jähriges Bestehen mit der Inszenierung AufRuhr.

## Auszeichnungen
- Für die Produktion Titanic erhielt Theater Titanick 1994 den ersten Preis beim Internationalen Belgrader Theaterfestival Mira Trailovic.
- Außerdem wurde Titanic in Manchester als Cultural Event of the Year 1997 ausgezeichnet und gewann
- 2002 den Pressepreis Coupe de cœur auf dem Festival Juste pour Rire in Montreal, Kanada.
- Odyssee wurde 2009 von der Jury des Festivals Tvrdjava Teatar 01 – Fortress Theatre 01 in Smederevo, Serbien einstimmig zur besten Produktion des Festivals gewählt.
- 2011 Sieger des 11. Internationalen Straßentheaterfestivals Holzminden für "„Hochofensinfonie“
- 2017 Sieger des 14. Internationalen Straßentheaterfestivals Holzminden für „Alice on the Run“